# Diane Borg
Diane Borg (Pietà, 12 settembre 1990) è un'ex velocista maltese.

## Palmarès
| Anno | Manifestazione                    | Sede             | Evento      | Risultato  | Prestazione | Note |
| ---- | --------------------------------- | ---------------- | ----------- | ---------- | ----------- | ---- |
| 2005 | Giochi dei piccoli stati d'Europa | Andorra la Vella | 4×100 m     | Argento    | 47"21       |      |
| 2005 | Giochi dei piccoli stati d'Europa | Andorra la Vella | 4×400 m     | Argento    | 3'50"29     |      |
| 2005 | Mondiali allievi                  | Marrakech        | 100 m piani | Batteria   | 12"11       |      |
| 2005 | Mondiali allievi                  | Marrakech        | 200 m piani | Batteria   | 25"39       |      |
| 2005 | Mondiali                          | Helsinki         | 100 m piani | Batteria   | 12"61       |      |
| 2006 | Europei                           | Göteborg         | 100 m piani | Batteria   | 12"42       |      |
| 2007 | Europei indoor                    | Birmingham       | 60 m piani  | Batteria   | 7"60        |      |
| 2007 | Giochi dei piccoli stati d'Europa | Monaco           | 100 m piani | 6ª         | 12"46       |      |
| 2007 | Giochi dei piccoli stati d'Europa | Monaco           | 4×100 m     | Argento    | 46"65       |      |
| 2007 | Giochi dei piccoli stati d'Europa | Monaco           | 4×400 m     | Bronzo     | 3'47"92     |      |
| 2009 | Giochi dei piccoli stati d'Europa | Nicosia          | 100 m piani | 6ª         | 12"41       |      |
| 2009 | Europei juniores                  | Novi Sad         | 100 m piani | Batteria   | 12"58       |      |
| 2011 | Europei indoor                    | Parigi           | 60 m piani  | Batteria   | 7"69        |      |
| 2011 | Giochi dei piccoli stati d'Europa | Schaan           | 100 m piani | Argento    | 11"89       |      |
| 2011 | Giochi dei piccoli stati d'Europa | Schaan           | 200 m piani | Oro        | 24"27       |      |
| 2011 | Giochi dei piccoli stati d'Europa | Schaan           | 4×100 m     | Oro        | 46"30       |      |
| 2011 | Europei U23                       | Ostrava          | 100 m piani | Batteria   | 12"11       |      |
| 2011 | Europei U23                       | Ostrava          | 200 m piani | Batteria   | 25"12       |      |
| 2011 | Mondiali                          | Taegu            | 100 m piani | Batteria   | 12"22       |      |
| 2012 | Europei                           | Helsinki         | 100 m piani | Batteria   | 12"14       |      |
| 2012 | Europei                           | Helsinki         | 200 m piani | Batteria   | 24"68       |      |
| 2012 | Giochi olimpici                   | Londra           | 100 m piani | Semifinale | 11"92       |      |
| 2013 | Giochi dei piccoli stati d'Europa | Lussemburgo      | 100 m piani | 5ª         | 12"25       |      |
| 2013 | Giochi dei piccoli stati d'Europa | Lussemburgo      | 200 m piani | 4ª         | 24"86       |      |
| 2014 | Giochi del Commonwealth           | Glasgow          | 100 m piani | Batteria   | 12"12       |      |
| 2014 | Giochi del Commonwealth           | Glasgow          | 200 m piani | Batteria   | 24"74       |      |
| 2014 | Giochi del Commonwealth           | Glasgow          | 4×100 m     | Batteria   | 46"75       |      |